# Jet Pilot
Jet Pilot is een Amerikaanse film uit 1957 die zich afspeelt tijdens de Koude Oorlog. De film werd geregisseerd door Josef von Sternberg met in de hoofdrollen John Wayne en Janet Leigh.

## Verhaal
Een Russische overloper landt een jachtvliegtuig op een Amerikaanse basis. Luitenant Anna Marladovna (Janet Leigh) vraagt er bescherming aan kolonel Jim Shannon (John Wayne), die de leiding heeft over de basis. In ruil voor de bescherming vragen de Amerikanen om Russische militaire geheimen te vertellen. Dit wordt echter door Marladovna geweigerd, waarop Shannon van zijn superieuren de opdracht krijgt om haar te verleiden, en zo de informatie te bemachtigen. 
Nadat Marladovna en Shannon in het huwelijksbootje zijn gestapt, komen de Amerikanen te weten dat Marladovna in werkelijkheid een Russische spionne is. De Amerikanen en Shannon besluiten om te doen alsof hun neus bloedt, om meer te weten te komen over Marladovna's missie.

## Rolverdeling
| Acteur         | Personage                                       |
| -------------- | ----------------------------------------------- |
| John Wayne     | Col. Jim Shannon                                |
| Janet Leigh    | Lt. Anna Marladovna Shannon / Capt. Olga Orlief |
| Jay C. Flippen | Maj. Gen. Black                                 |
| Paul Fix       | Maj. Rexford                                    |
| Richard Rober  | FBI Agent George Rivers                         |
| Roland Winters | Col. Sokolov                                    |
| Hans Conried   | Col. Matoff                                     |
| Ivan Triesault | Gen. Langrad                                    |